# División de Honor de la Copa de España de Clubes de Natación
La División de Honor de la Copa de España de Clubes de Natación es una competición deportiva de natación, la máxima categoría de la Copa de España. La organiza la Real Federación Española de Natación desde 1990.

## Sistema de competición
Participan 8 equipos en cada categoría, masculina y femenina. Cada club puede inscribir 2 nadadores por prueba individual y un equipo por relevo. En cada prueba se otorgan puntuaciones, consiguiendo 19 puntos el primero y 1 punto el último. En los relevos la puntuación es doble. Al final de la competición, los 2 clubes que han quedado en últimas posiciones descieden a Primera División.

## Historial masculino
Nota: Nombres y banderas de los equipos según la época. Entre paréntesis, veces que ha sido campeón el club.
| Temporada                                                    | Campeón                                                      | Subcampeón                                                   | Tercero                                                      | Sede                                                         | Notas                                                        |                                                              |
| División de Honor de la Copa de España de Clubes de Natación | División de Honor de la Copa de España de Clubes de Natación | División de Honor de la Copa de España de Clubes de Natación | División de Honor de la Copa de España de Clubes de Natación | División de Honor de la Copa de España de Clubes de Natación | División de Honor de la Copa de España de Clubes de Natación | División de Honor de la Copa de España de Clubes de Natación |
| ------------------------------------------------------------ | ------------------------------------------------------------ | ------------------------------------------------------------ | ------------------------------------------------------------ | ------------------------------------------------------------ | ------------------------------------------------------------ | ------------------------------------------------------------ |
| 1999                                                         | C. N. Catalunya (1)                                          | Real Canoe N. C.                                             | C. N. Sabadell                                               | Palma de Mallorca                                            |                                                              |                                                              |
| 2000                                                         | C. N. Sabadell                                               | C. N. Sant Andreu                                            | C. N. Metropole                                              | Las Palmas de Gran Canaria                                   |                                                              |                                                              |
| 2001                                                         | C. N. Sabadell                                               | C. E. Mediterrani                                            | C. N. Metropole                                              | Barcelona                                                    |                                                              |                                                              |
| 2002                                                         | C. N. Sabadell                                               | C. N. Metropole                                              | Real Canoe N. C.                                             | Hospitalet de Llobregat                                      |                                                              |                                                              |
| 2003                                                         | C. N. Sabadell                                               | C. N. Sant Andreu                                            | Real Canoe N. C.                                             | Hospitalet de Llobregat                                      |                                                              |                                                              |
| 2004                                                         | C. N. Sabadell                                               | Real Canoe N. C.                                             | C. N. Sant Andreu                                            | Hospitalet de Llobregat                                      |                                                              |                                                              |
| 2005                                                         | C. N. Sant Andreu                                            | C. N. Sabadell                                               | Club Valenciano                                              | Sabadell                                                     |                                                              |                                                              |
| 2006                                                         | C. N. Sant Andreu                                            | C. N. Sabadell                                               | Real Canoe N. C.                                             | Hospitalet de Llobregat                                      |                                                              |                                                              |
| 2007                                                         | C. N. Sant Andreu                                            | C. N. Sabadell                                               | Real Canoe N. C.                                             | Barcelona                                                    |                                                              |                                                              |
| 2008                                                         | C. N. Sant Andreu                                            | C. N. Sabadell                                               | C. N. Alcorcón Arena                                         | Madrid                                                       |                                                              |                                                              |
| 2009                                                         | C. N. Sant Andreu                                            | C. N. Sabadell                                               | Real Canoe N. C.                                             | Sabadell                                                     |                                                              |                                                              |
| 2010                                                         | C. N. Sant Andreu                                            | C. N. Sabadell                                               | C. N. Alcorcón Arena                                         | Irún                                                         | Récord de campeonatos consecutivos.                          |                                                              |
| 2011                                                         | Real Canoe N. C.                                             | C. N. Sant Andreu                                            | C. N. Sabadell                                               | Sabadell                                                     |                                                              |                                                              |
| 2012                                                         | C. N. Sabadell                                               | Real Canoe N. C.                                             | C. D. SEK Sierra Oeste                                       | Tarrasa                                                      |                                                              |                                                              |
| 2013                                                         | Real Canoe N. C.                                             | C. N. Sant Andreu                                            | C. E. Mediterrani                                            | Madrid                                                       |                                                              |                                                              |
| 2014                                                         | C. N. Sant Andreu                                            | Real Canoe N. C.                                             | C. D. N. Bidasoa XXI                                         | Gijón                                                        |                                                              |                                                              |
| 2015                                                         | C. N. Sant Andreu                                            | C. D. N. Bidasoa XXI                                         | Real Canoe N. C.                                             | Gijón                                                        |                                                              |                                                              |
| 2016                                                         | C. N. Terrassa (1)                                           | C. N. Sant Andreu                                            | Real Canoe N. C.                                             | Madrid                                                       |                                                              |                                                              |
| 2017-I                                                       | Real Canoe N. C.                                             | C. N. Sant Andreu                                            | C. N. Terrassa                                               | Gijón                                                        |                                                              |                                                              |
| 2017-II                                                      | C. N. Sant Andreu (9)                                        | Real Canoe N. C.                                             | C. D. Gredos San Diego                                       | Barcelona                                                    | Cambio de la fecha a principio de temporada.                 |                                                              |
| 2018                                                         | Real Canoe N. C.                                             | C. N. Sant Andreu                                            | C. N. Terrassa                                               | Gijón                                                        |                                                              |                                                              |
| 2019                                                         | Real Canoe N. C.                                             | C. D. Gredos San Diego                                       | C. N. Sant Andreu                                            | Barcelona                                                    |                                                              |                                                              |
| 2020                                                         | Real Canoe N. C.                                             | C. E. Mediterrani                                            | C. N. Sabadell                                               | Castellón de la Plana                                        |                                                              |                                                              |
| 2021                                                         | C. N. Sabadell                                               | Real Canoe N. C.                                             | C. N. Sant Andreu                                            | Barcelona                                                    |                                                              |                                                              |
| 2022                                                         | Real Canoe N. C.                                             | C. N. Sabadell                                               | C. N. Terrassa                                               | Tarrasa                                                      |                                                              |                                                              |
| 2023                                                         | Real Canoe N. C. (8)                                         | C. N. Terrassa                                               | C. N. Sabadell                                               | Barcelona                                                    | Cambio a piscina de 25 metros.                               |                                                              |
| 2024                                                         | C. N. Sabadell (8)                                           | C. N. Terrassa                                               | Real Canoe N. C.                                             | Sabadell                                                     |                                                              |                                                              |

### Palmarés masculino
| Club                   | Campeón | Subcamp. | Tercero | Años de los campeonatos                                 |
| ---------------------- | ------- | -------- | ------- | ------------------------------------------------------- |
| C. N. Sant Andreu      | 9       | 7        | 3       | 2005, 2006, 2007, 2008, 2009, 2010, 2014, 2015, 2017-II |
| C. N. Sabadell         | 8       | 7        | 4       | 2000, 2001, 2002, 2003, 2004, 2012, 2021, 2024          |
| Real Canoe N. C.       | 8       | 6        | 8       | 2011, 2013, 2017-I, 2018, 2019, 2020, 2022, 2023        |
| C. N. Terrassa         | 1       | 2        | 3       | 2016                                                    |
| C. N. Catalunya        | 1       | -        | -       | 1999                                                    |
| C. E. Mediterrani      | -       | 2        | 1       |                                                         |
| C. N. Metropole        | -       | 1        | 2       |                                                         |
| C. D. N. Bidasoa XXI   | -       | 1        | 1       |                                                         |
| C. D. Gredos San Diego | -       | 1        | 1       |                                                         |
| C. N. Alcorcón Arena   | -       | -        | 2       |                                                         |
| Club Valenciano        | -       | -        | 1       |                                                         |
| C. D. SEK              | -       | -        | 1       |                                                         |

## Historial femenino
Nota: Nombres y banderas de los equipos según la época. Entre paréntesis, veces que ha sido campeón el club.
| Temporada                                                    | Campeón                                                      | Subcampeón                                                   | Tercero                                                      | Sede                                                         | Notas                                                        |                                                              |
| División de Honor de la Copa de España de Clubes de Natación | División de Honor de la Copa de España de Clubes de Natación | División de Honor de la Copa de España de Clubes de Natación | División de Honor de la Copa de España de Clubes de Natación | División de Honor de la Copa de España de Clubes de Natación | División de Honor de la Copa de España de Clubes de Natación | División de Honor de la Copa de España de Clubes de Natación |
| ------------------------------------------------------------ | ------------------------------------------------------------ | ------------------------------------------------------------ | ------------------------------------------------------------ | ------------------------------------------------------------ | ------------------------------------------------------------ | ------------------------------------------------------------ |
| 1999                                                         | C. N. Catalunya (1)                                          | Real Canoe N. C.                                             | C. N. Sabadell                                               | Palma de Mallorca                                            |                                                              |                                                              |
| 2000                                                         | C. N. Sabadell                                               | Real Canoe N. C.                                             | C. N. Montjuïc                                               | Las Palmas de Gran Canaria                                   |                                                              |                                                              |
| 2001                                                         | C. N. Sabadell                                               | Real Canoe N. C.                                             | C. N. L'Hospitalet                                           | Barcelona                                                    |                                                              |                                                              |
| 2002                                                         | Real Canoe N. C.                                             | C. N. Sabadell                                               | C. E. Mediterrani                                            | Hospitalet de Llobregat                                      |                                                              |                                                              |
| 2003                                                         | Real Canoe N. C.                                             | C. N. Sabadell                                               | C. N. L'Hospitalet                                           | Hospitalet de Llobregat                                      |                                                              |                                                              |
| 2004                                                         | C. N. Sabadell                                               | Real Canoe N. C.                                             | C. N. L'Hospitalet                                           | Hospitalet de Llobregat                                      |                                                              |                                                              |
| 2005                                                         | Real Canoe N. C.                                             | C. N. Sabadell                                               | C. N. L'Hospitalet                                           | Sabadell                                                     |                                                              |                                                              |
| 2006                                                         | Real Canoe N. C.                                             | C. N. Sabadell                                               | C. N. Palma                                                  | Hospitalet de Llobregat                                      |                                                              |                                                              |
| 2007                                                         | Real Canoe N. C.                                             | C. N. L'Hospitalet                                           | C. N. Sabadell                                               | Barcelona                                                    |                                                              |                                                              |
| 2008                                                         | Real Canoe N. C.                                             | C. N. Sabadell                                               | C. N. Palma                                                  | Madrid                                                       |                                                              |                                                              |
| 2009                                                         | Real Canoe N. C.                                             | C. N. Sabadell                                               | C. N. Sant Andreu                                            | Sabadell                                                     |                                                              |                                                              |
| 2010                                                         | Real Canoe N. C.                                             | C. N. Sabadell                                               | C. N. Sant Andreu                                            | Irún                                                         |                                                              |                                                              |
| 2011                                                         | Real Canoe N. C.                                             | C. D. N. Bidasoa XXI                                         | C. N. Sabadell                                               | Sabadell                                                     |                                                              |                                                              |
| 2012                                                         | C. N. Sabadell (4)                                           | Real Canoe N. C.                                             | C. D. N. Bidasoa XXI                                         | Tarrasa                                                      |                                                              |                                                              |
| 2013                                                         | Real Canoe N. C. (10)                                        | C. N. Sant Andreu                                            | C. D. N. Bidasoa XXI                                         | Madrid                                                       |                                                              |                                                              |
| 2014                                                         | C. N. Sant Andreu                                            | C. N. Madrid Moscardó                                        | C. E. Mediterrani                                            | Gijón                                                        |                                                              |                                                              |
| 2015                                                         | C. N. Sant Andreu                                            | Real Canoe N. C.                                             | C. N. Terrassa                                               | Gijón                                                        |                                                              |                                                              |
| 2016                                                         | C. N. Sant Andreu                                            | Real Canoe N. C.                                             | C. N. Terrassa                                               | Madrid                                                       |                                                              |                                                              |
| 2017-I                                                       | C. N. Sant Andreu                                            | C. N. Terrassa                                               | Real Canoe N. C.                                             | Gijón                                                        |                                                              |                                                              |
| 2017-II                                                      | C. N. Sant Andreu                                            | C. N. Terrassa                                               | Real Canoe N. C.                                             | Barcelona                                                    | Cambio de la fecha a principio de temporada.                 |                                                              |
| 2018                                                         | C. N. Sant Andreu                                            | C. D. Gredos San Diego                                       | Real Canoe N. C.                                             | Gijón                                                        |                                                              |                                                              |
| 2019                                                         | C. N. Sant Andreu                                            | C. D. Gredos San Diego                                       | C. N. Sabadell                                               | Barcelona                                                    |                                                              |                                                              |
| 2020                                                         | C. N. Sant Andreu                                            | C. N. Sabadell                                               | C. D. Gredos San Diego                                       | Castellón de la Plana                                        |                                                              |                                                              |
| 2021                                                         | C. N. Sant Andreu                                            | C. N. Sabadell                                               | C. D. Gredos San Diego                                       | Barcelona                                                    |                                                              |                                                              |
| 2022                                                         | C. N. Sant Andreu                                            | C. E. Mediterrani                                            | C. N. Sabadell                                               | Tarrasa                                                      |                                                              |                                                              |
| 2023                                                         | C. N. Sant Andreu                                            | C. D. Gredos San Diego                                       | C. N. Sabadell                                               | Barcelona                                                    | Cambio a piscina de 25 metros.                               |                                                              |
| 2024                                                         | C. N. Sant Andreu (12)                                       | Real Canoe N. C.                                             | C. D. Gredos San Diego                                       | Sabadell                                                     | Récord de campeonatos consecutivos.                          |                                                              |

### Palmarés femenino
| Club                   | Campeón | Subcamp. | Tercero | Años de los campeonatos                                                     |
| ---------------------- | ------- | -------- | ------- | --------------------------------------------------------------------------- |
| C. N. Sant Andreu      | 12      | 1        | 2       | 2014, 2015, 2016, 2017-I, 2017-II, 2018, 2019, 2020, 2021, 2022, 2023, 2024 |
| Real Canoe N. C.       | 10      | 8        | 3       | 2002, 2003, 2005, 2006, 2007, 2008, 2009, 2010, 2011, 2013                  |
| C. N. Sabadell         | 4       | 9        | 6       | 2000, 2001, 2004, 2012                                                      |
| C. N. Catalunya        | 1       | -        | -       | 1999                                                                        |
| C. D. Gredos San Diego | -       | 3        | 3       |                                                                             |
| C. N. Terrassa         | -       | 2        | 2       |                                                                             |
| C. N. L'Hospitalet     | -       | 1        | 4       |                                                                             |
| C. D. N. Bidasoa XXI   | -       | 1        | 2       |                                                                             |
| C. E. Mediterrani      | -       | 1        | 2       |                                                                             |
| C. N. Madrid Moscardó  | -       | 1        | -       |                                                                             |
| C. N. Palma            | -       | -        | 2       |                                                                             |
| C. N. Montjuïc         | -       | -        | 1       |                                                                             |